# Колкатски метрополен регион
Колкатският метрополен регион е метрополен регион в Индия. Той е 14-ият по население метрополен регион в света, 10-ият по големина в Азия и 3-тият по население в Индия. Населението му е 15 100 000 жители, а площта му е 1785 кв. км. Главният град в метрополния регион е Колката.